# Territori de Washington

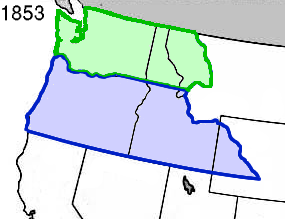
Els Territoris de Washington (verd) i Oregon (blau) el 1853.

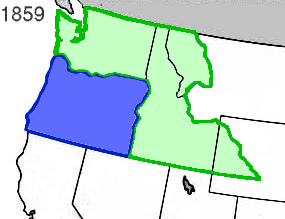
Els territori de Washington (verd) i l'Estat d'Oregon (blau) el 1859.

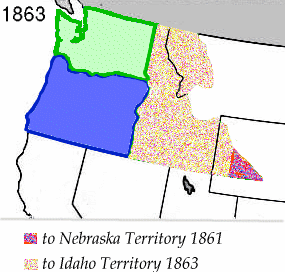
Porcions cedides als Territoris de Nebraska i Idaho el 1861 i 1863.

El Territori de Washington va ser un territori organitzat incorporat als Estats Units que va existir del 2 de març de 1853 a l'11 de novembre de 1889, quan va ser admès dins la Unió com l'Estat de Washington. Deu el seu nom a George Washington, i es va crear a partir de la porció del Territori d'Oregon; en la seva màxima extensió va arribar a incloure l'actual estat d'Idaho sencer i parts de Montana i Wyoming abans d'arribar a les seves fronteres finals el 1863.